# Pholcus spiliensis
Pholcus spiliensis is een spinnensoort uit de familie trilspinnen (Pholcidae). De soort komt voor op Kreta.